# كاثلين فريدريك
كاثلين فريدريك (بالألمانية: Kathleen Friedrich)‏ هي مصورة ألمانية، ولدت في 13 يوليو 1977 في بوتسدام في ألمانيا.

## وصلات خارجية
- كاثلين فريدريك على موقع الاتحاد الدولي لألعاب القوى (الإنجليزية)